# Semiothisa fasciata
Semiothisa fasciata är en fjärilsart som beskrevs av Fabricius 1775. Semiothisa fasciata ingår i släktet Semiothisa och familjen mätare. Inga underarter finns listade i Catalogue of Life.